# Giovanni Benadduci
Giovanni Benadduci (Tolentino, 31 dicembre 1843 – Santa Maria in Selva, 25 luglio 1907) è stato un politico e storico italiano.

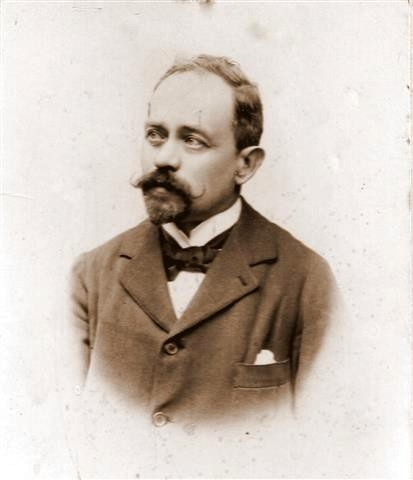

La sua opera più importante è Della signoria di Francesco Sforza nella Marca e peculiarmente in Tolentino (dicembre 1433 - agosto 1447).

## Biografia
Nobile marchigiano, nacque da Antonio Benadduci e dalla contessa Giuseppina Ferretti di Ancona.
In gioventù frequentò il Collegio Illirico Piceno dei Gesuiti di Loreto e il Regio Liceo di Macerata, poi si laureò in Legge a Roma nel 1865.
Nel 1872 sposò la contessa Enrica Bianchetti di Bologna, dalla quale ebbe quattro figli, Antonio, Giuseppe, Bianca e Scipione.
All'età di ventisette anni iniziò la sua carriera politica a Tolentino: dal 1870 fu consigliere comunale e dal 1876 sindaco per numerosi mandati (da ottobre 1876 a settembre 1887, dal novembre 1889 al gennaio 1893, da agosto a novembre 1895, da febbraio 1896 a maggio 1898, da marzo 1899 a ottobre 1901).
Favorì lo sviluppo industriale della sua città attraverso la realizzazione di una centrale elettrica, una tra le prime in Italia, e il passaggio della linea ferroviaria Civitanova-Albacina.
Dal 1886 al 1907 ricoprì le cariche di consigliere e deputato provinciale.
Fu socio di accademie e istituti come l'Accademia Filelfica di Tolentino (1864); la Pontificia Accademia Tiberina di Roma (1867); l'Istituto della Famiglia Romulea (1878); socio fondatore della Società Didascalica italiana (1878); socio per decreto reale della Reale Deputazione storica per le Marche (1890) e della Consulta Araldica Marchigiana. Oltre all'attività politica si dedicò alla ricerca storica, da studioso appassionato e rigoroso.
 È autore di una lunga serie di studi, molti di tipo filologico-erudito sulla storia marchigiana e in particolare di Tolentino. Numerose sono le pubblicazioni che riguardano due suoi illustri concittadini: l'umanista Francesco Filelfo e il capitano di ventura Niccolò Mauruzi detto il Tolentino, vissuti nel XV secolo. La sua opera più importante "Della signoria di Francesco Sforza nella Marca e peculiarmente in Tolentino (dicembre 1433 - agosto 1447)" rimane ancora uno degli studi più documentati sulla storia del dominio dello Sforza nelle Marche.

## Onorificenze
Cavaliere della Croce d'Italia e dei santi Maurizio e Lazzaro.

## Opere
- Prammatica nel vestire in Tolentino nel secolo XVI. Tolentino. Stab. Tip. Francesco Filelfo, 1885. (senza autore, di attribuzione incerta)
- Sulla famiglia Mauruzi e biografia di Nicolò I. Tolentino. Stab. Tip. Francesco, Filelfo. 1885.
- Cenni biografici su Benadduce Benadduci e memorie sui dipinti da lui allogati al Guercino ed a Guido Reni. Tolentino. Stab. Tip. Francesco Filelfo, 1886.
- Bartolomeo Eustacchj. Tolentino. Stab. Tip. Francesco Filelfo, 1886.
- Un inedito documento storico del secolo XIV. Foligno. Stabilimento Tip. Pietro Sgariglia, 1887.
- Biografia di Giovanni Mauruzi da Tolentino. Tolentino. Stab. Tip. Francesco Filelfo, 1887.
- 20 lettere di Giambattista Bodoni a Giuseppe Lucatelli edite da Giovanni Benadduci. Tolentino, Stab. Tip. Francesco Filelfo, 1888.
- Di un quadro del Caravaggio. Tolentino: Stab. Tip. Francesco Filelfo, 1888.
- Biografia di Balduino Mauruzi da Tolentino. Tolentino. Stab. Tip. Francesco Filelfo, 1888.
- Dodici lettere inedite di Sisto V. Tolentino. Stab. Tip. Francesco Filelfo, 1888.
- Biografia del cav. Dottor Serafino Belli. Bologna. Tip. L. Andreoli, 1889.
- La battaglia di Tolentino nell'anno 1815. Tolentino. Stab. Tip. Francesco Filelfo, 1890.
- L'assedio di Otranto per i Turchi nel 1480, lettera inedita di Francesco Filelfo a Nicodemo Tranchedino. Tolentino. Stab. Tip. Francesco Filelfo, 1891.
- Filelfo, Francesco. Orazione epitalamica / riprodotta e volgarizzata da Giovanni Benadduci. Tolentino. Stab. Tip. Francesco Filelfo, 1892.
- Della signoria di Francesco Sforza nella Marca e peculiarmente in Tolentino (dicembre 1433 - agosto 1447): narrazione storica con 165. documenti inediti. Tolentino. Stab. Tip. Francesco Filelfo, 1892.
- Filelfo, Giovanni Mario. Orazione epitalamica di Giovan Mario Filelfo; edita per la prima volta secondo il codice chigiano 1. 7. 241 da Giovanni Benadduci. Tolentino. Stab. Tip. Francesco Filelfo, 1893.
- Un matrimonio in Tolentino nel 1354. Tolentino. Stab. Tip. Francesco Filelfo, 1893.
- A Jacopo Antonio Marcello, Parte di Orazione consolatoria ed Elegia di Francesco Filelfo e Lettera di Giovan Mario Filelfo. Tolentino. Stab. Tip. Francesco Filelfo, 1894.
- Filelfo, Francesco. Carme di Francesco Filelfo a Felice Ferretti; edito per la prima volta da Giovanni Benadduci. Tolentino. Stab. Tip. Francesco Filelfo, 1894.
- La regina Cristina di Svezia in Tolentino. 10 e 11 dicembre 1655. Tolentino. Stab. Tip. Francesco Filelfo, 1895.
- Filelfo, Francesco. Egloga edita per la prima volta secondo il codice urbinate 368 della vaticana da Giovanni Benadduci. Tolentino. Stab. Tip. Francesco Filelfo, 1896.
- Filelfo, Francesco. Orazione di Francesco Filelfo in lode di Filippo Maria Visconti duca di Milano: edita per la prima volta secondo il Codice Riccardiano 779 da Giovanni Benadduci. Tolentino. Stab. Tip. Francesco Filelfo, 1898.
- Filelfo, Francesco. Elegia di Francesco Filelfo a Francesco Sforza edita per la prima volta da Giovanni Benadduci. Tolentino. Stab. Tip. Francesco Filelfo, 1898.
- Filelfo, Francesco. Lettere di Francesco Filelfo volgarizzate dal greco dal dott. Lavinio Agostinelli su la pubblicazione del prof. Emilio Legrand; con prefazione e note del cav. Giovanni Benadduci. Tolentino. Stab. Tip. Francesco Filelfo, 1899.
- Agostinelli, Lavinio. Benadduci, Giovanni. Biografia e bibliografia di Giovan Mario Filelfo. Tolentino. Stab. Tip. Francesco Filelfo, 1899.
- Nuovi documenti sforzeschi: secondo l'archivio Gonzaga di Mantova e quello di Tolentino. Tolentino. Stab. Tip. Francesco. Filelfo, 1899.
- Filelfo, Francesco. Al doge Francesco Foscari per gli esuli zaratini: Orazione edita per la prima volta da Giovanni Benadduci secondo il codice h. III. 8 della Biblioteca Nazionale di Torino. Tolentino. Stab. Tip. Francesco Filelfo, 1900.
- Filelfo, Francesco. Prose e poesie volgari di Francesco Filelfo raccolte e annotate da Giovanni Benadduci. [s.l. : s.n.], 1901.
- Contributo alla bibliografia di Francesco Filelfo. Tolentino. Stab. Tip. Francesco Filelfo, 1902.
- Breve saggio di iconografia classica di S. Nicola da Tolentino. Tolentino. Stab. Tip. Francesco Filelfo, 1905.
- Contributo alla serie dei Podestà di Tolentino. Tolentino. Stab. Tip. Francesco Filelfo, 1907.
- Assedio di Ancona. Racconto storico del secolo XII. [s. l. : s.n.]